# جی‌تی‌ای: ۱۹۶۹ لندن
اتومبیل‌دزدی بزرگ: ۱۹۶۹، لندن (به انگلیسی: Grand Theft Auto: London, 1969) بستهٔ مأموریتی از بازی اتومبیل‌دزدی بزرگ و دومین بازی از سری اتومبیل‌دزدی بزرگ است که در تاریخ ۳۱ مارس ۱۹۹۹ برای ویندوز و ۳۰ آوریل ۱۹۹۹ برای پلی‌استیشن به بازار عرضه شد. این بازی از همانند بازی اتومبیل‌دزدی بزرگ از یک موتور استفاده شده‌است و به همین دلیل گرافیک و گیم‌پلی آن شباهت زیادی به نسخه اول دارد. این نسخه، اولین بستهٔ ماموریتی‌ای بود که برای پلی‌استیشن عرضه شد.
بسته الحاقی با نظرات متفاوتی روبرو شد. این بسته در سال ۱۹۹۹ جایزهٔ «بفتا» در بخش تعاملی را در ردهٔ «صدا» از آن خود کرد. دومین بسته الحاقی رایگان با عنوان «Grand Theft Auto Mission Pack #2: London 1961» در ژوئیه ۱۹۹۹ برای رایانه‌های شخصی منتشر شد که همزمان با عرضه بازیهای سری «سرقت بزرگ» در اینترنت بود. این بسته از محتوای کوتاهتری برخوردار است و از همان نقشه و شخصیتهای نسخه «London 1969» استفاده میکند، اما داستان آن هشت سال قبل‌تر رخ میدهد.  

## گیم‌پلی
مانند نسخه اصلی «سرقت بزرگ»، این بسته الحاقی شامل چندین مرحله است که بازیکن باید آنها را به ترتیب تکمیل کند تا مراحل بعدی باز شوند. تمام المان‌های بازی اصلی در «London 1969» نیز حفظ شده‌اند، از جمله کسب امتیاز هدف برای تکمیل مرحله، انجام مأموریت‌ها با پاسخ دادن به تلفن‌های عمومی، دریافت ضریب امتیاز برای مأموریت‌های موفق، و کسب امتیاز از هرگونه اقدام در بازی.  
با این حال، این بسته الحاقی تمام مراحل را در یک محیط واحد—شهر لندن در اواخر دهه ۱۹۶۰—متمرکز کرده و بیشتر شامل المان‌های ظاهری مرتبط با آن دوره، مانند خودروها و اصطلاحات عامیانه بریتانیایی است (مثلاً به جای «Busted» که در نسخه اصلی به معنی دستگیری استفاده می‌شد، در این نسخه عبارت بریتانیایی «Nicked» جایگزین شده است).

## توسعه بازی
بازی Grand Theft Auto: London 1969 توسط Rockstar Games و از طریق استودیوی Rockstar Canada توسعه داده شد. المان های این بازی با استفاده از GTACars، یک ابزار جانبی برای تغییر نسخه اصلی GTA، ایجاد شدند. نسخه پلی‌استیشن بازی توسط Runecraft منتشر گردید. این بازی شامل صدای جان برگر، منتقد هنری و نویسنده، در نقش دوقلوهای کریسپ در یکی از سکانس‌های میان‌پرده می‌باشد.
این محتوای اضافی در فوریه ۱۹۹۹ توسط Take-Two Interactive، شرکت مادر Rockstar Games، معرفی شد و به عنوان اولین بسته الحاقی قابل انتشار برای پلی‌استیشن با تاریخ احتمالی انتشار در آوریل همان سال عرضه گردید. در ابتدا قرار بود این بسته توسط Gathering of Developers، یکی از ناشران زیرمجموعه Take-Two، منتشر شود. نسخه رایانه شخصی تا ۲۲ آوریل ۱۹۹۹ آماده شد و قرار بود یک هفته بعد عرضه شود. در نهایت هر دو نسخه PC و پلی‌استیشن در ۳۰ آوریل ۱۹۹۹ توسط Rockstar Games به صورت جداگانه و همچنین به عنوان بخشی از بسته Grand Theft Auto: Director's Cut (که شامل نسخه اصلی بازی نیز می‌شد) منتشر شدند.
در ژوئن ۱۹۹۹، یک بسته الحاقی رایگان و قابل دانلود با عنوان Grand Theft Auto: London 1961 برای London 1969 معرفی گردید. این بسته در ۱ ژوئیه ۱۹۹۹ همزمان با عرضه Grand Theft Auto 2 از طریق وبسایت رسمی بازی منتشر شد.

## نسخه ویژه
نسخه مستقل بازی London 1969 با عنوان Grand Theft Auto: London - Special Edition در سال 2000 برای کنسول پلی‌استیشن در بریتانیا منتشر شد. این نسخه از بازی بدون نیاز به دیسک نسخه اصلی Grand Theft Auto قابل اجرا بود.  

## موسیقی متن
| اتومبیل‌دزدی بزرگ: ۱۹۶۹، لندن | اتومبیل‌دزدی بزرگ: ۱۹۶۹، لندن | اتومبیل‌دزدی بزرگ: ۱۹۶۹، لندن |
| شماره                        | نام                          | مدت                          |
| ---------------------------- | ---------------------------- | ---------------------------- |
| ۱.                           | «Bush Sounds»                | ۴:۴۳                         |
| ۲.                           | «Title Music»                | ۱:۳۱                         |
| ۳.                           | «Heavy Heavy Monster Sound»  | ۵:۴۵                         |
| ۴.                           | «Blow Upradio»               | ۱:۵۵                         |
| ۵.                           | «Kaleidoscope»               | ۳:۱۲                         |
| ۶.                           | «Sound of Soho»              | ۵:۰۰                         |
| ۷.                           | «Radio Penelope»             | ۷:۰۱                         |
| ۸.                           | «Radio Andorra»              | ۲:۲۲                         |
| ۹.                           | «Westminster Wireless»       | ۷:۱۸                         |
| ۱۰.                          | «Radio 7»                    | ۵:۴۸                         |
| ۱۱.                          | «Police Radio Track»         | ۳:۱۰                         |
| ۱۲.                          | «GTA Pomp»                   | ۲:۴۶                         |
| ۱۳.                          | «GTA Spy Theme»              | ۳:۰۰                         |
| ۱۴.                          | «Austin Allegro Chase»       | ۳:۱۴                         |
| ۱۵.                          | «Ambient»                    | ۱:۰۹                         |